# Ляцкие (Каменецкий район)
Ля́цкие (бел. Ля́цкія) — деревня в Каменецком районе Брестской области Беларуси. Входит в состав Каменюкского сельсовета.

## География
Располагается в лесном массиве Беловежской пущи. Расстояние до границы с Польшей — 5 км.

## История
Деревня находится в приграничной зоне, поэтому в поселке действует особый пропускной режим для автомобилей.
Проживает много молодых семей, в которых воспитывают по два-три ребёнка. Развитию деревни содействует и руководство Национального парка «Беловежская пуща». В 2009 году к 600-летию заповедности Беловежской пущи здесь построили 9 новых домов.
До 14 апреля 1964 года деревня входила в состав Новицковичского сельсовета.

## Население
Согласно переписи населения 2019 года здесь постоянно проживает 46 человек. В зависимости от сезона население может составлять до 60 человек. В основном это работники Национального парка «Беловежская пуща», пограничники и их семьи.